# Хочу перемен!
«Хочу перемен!» (также — «Перемен!») — песня советской рок-группы «Кино», написанная Виктором Цоем и вошедшая в альбом-сборник «Последний герой», изданный во Франции в 1989 году. Впервые песня прозвучала в 1986 году на IV фестивале Ленинградского рок-клуба. На том же фестивале состоялась премьера и некоторых других песен группы, таких как «Спокойная ночь», «Дальше действовать будем мы», «Попробуй спеть вместе со мной», «Закрой за мной дверь, я ухожу».
В результате проведённого в 2015 году журналом «Русский репортёр» социологического исследования, текст «Мы ждём перемен» занял 8-е место в хит-параде самых популярных в России стихотворных строк, включающем, в числе прочего, русскую и мировую классику.
Журнал Time Out поместил песню в список «100 песен, изменивших нашу жизнь».

## В культуре
Неизвестно, когда именно Виктор Цой сочинил песню «Перемен». Предполагаемый период — весна 1986 года, во время поездки группы «Кино» на Украину, куда музыкантов пригласили для съёмок короткометражного фильма «Конец каникул». Картина получилась неудачной, её помнят только поклонники. Главным провалом стало то, что произошла авария на Чернобыльской АЭС. После введения чрезвычайного положения группа почти месяц провела в Киеве. По словам Артемия Троицкого, отношение к песне у самих участников было не очень серьёзным: «Ребята называли её „Пельмень“. Я сам это слышал на одном фестивале в Риме, куда возил их выступать. Перед концертом мы сидели с ними за кулисами, они обсуждали программу — что петь, что не петь. В частности, был вопрос: „Пельмень“ будем?. Я удивился, спрашиваю: „Что за пельмень?“». Первое исполнение было в ДК «Невский» на четвёртом фестивале Ленинградского рок-клуба в мае—июне 1986 года. Никаким хитом «Перемен» не являлась ни тогда, ни в 1990-е годы. Перестроечными гимнами выступали «Скованные одной цепью» и «Шар цвета хаки» Nautilus Pompilius, «Поезд в огне» Бориса Гребенщикова и «Твой папа — фашист» группы «Телевизор». Цой был совершенно аполитичен, его интересовали только музыка, изобразительное искусство и кино. Он был богемным человеком, который на мир политики смотрел без всякого интереса.

### В кинематографе
Широкая советская публика впервые услышала песню «Перемен!» в 1987 году, когда её ранняя версия вошла в финальную сцену полнометражного фильма «Асса», снятого режиссёром Сергеем Соловьёвым.
При поиске музыкантов для записи финальной сцены фильма «Асса» Сергей Соловьёв первоначально отверг кандидатуру Виктора Цоя, так как он показался режиссёру невзрачным. Сергей Бугаев, однако, посоветовал режиссёру сходить на концерт, на котором Цой произвёл на Соловьёва впечатление, после чего был утверждён на съёмки. Соловьёв услышал на этом концерте песню «Перемен» и договорился с Цоем, чтобы до выхода фильма песня не исполнялась. Виктор считал себя лишним, о чём сказал режиссёру, который не разбирался в рок-музыке, но чувствовал, что времена меняются и нужно выйти на молодёжную аудиторию.
Спустя два года после выхода «Ассы» песня была перезаписана для альбома «Последний герой» (1989).
В 2005 году песня использовалась в саундтреке к фильму Сергея Лобана «Пыль». На фоне заключительных титров её исполняет актёр московского шоу театра «Синематографъ» Алексей Знаменский, причём делает это на языке жестов.
В интервью 2011 года Сергей Соловьёв высказал своё мнение о песне, изменившейся за время, прошедшее с момента выхода фильма:

К тому же, жизнь показала, что с песней «Хочу перемен» очень подозрительная история. Потому что я сам махал руками в той десятитысячной толпе в парке Горького. И вот в этой толпе — я готов дать расписку кровью — ни один не знал, каких именно перемен он хочет, и ни один по-настоящему их не хотел. Получилось так, что я с первой «Ассой», верьте или нет, послужил таким козлом-провокатором. То есть непростое, конечно, дело — орать: «Перемен!», не зная, чего именно ты хочешь. Тем более что перемены в итоге произошли, но они — всецело достояние Кадышевой.
— Сергей Соловьев «Непростое дело — орать: «Перемен!», не зная, чего именно ты хочешь»

Наверное, это был первый переломный фильм, предчувствие того, что в стране грядут большие перемены. Не случайно в финале картины прозвучала песня Вити Цоя «Перемен!». Мы, конечно, хотели не таких перемен. Художники — они же все идеалисты, думают, что мир станет прекрасным, а в результате приходят злобные прагматики... Но все большие художники являются ещё и большими пророками. Предчувствие, что скоро всё изменится, не обмануло Сергея Соловьёва.— Сергей Рыженко

## Взгляд музыкантов и смысл песни
По словам Виктора Цоя, в определённый момент эта песня стала восприниматься слушателями «как газетная статья о перестройке», хотя при её написании автор не думал ни о «сенсационных разоблачениях», ни о реформах: «Конечно, это не очень хорошо, но я думаю и надеюсь, что в конце концов всё встанет на свои места». Тем не менее писатель Александр Житинский утверждал, что «в контексте эпохи» содержание песни воспринималось аудиторией именно как требование социальных преобразований, и тематически она была связана с другой композицией группы «Кино» — «Дальше действовать будем мы».

Люди, которые на митингах поют эту песню, вызывают у музыкантов шутки и смех. Не больше. «Перемен» писалась не для толпы. Не для стада. Местоимение «наши», используемое в тексте, относится к очень узкому кругу людей. Самых близких, с которыми, возможно, ты сидишь рядом на кухне каждый вечер. Это всё глубоко личное.— Юрий Каспарян

Перемены, о которых пел Виктор, — это не перемены политического строя. <…> Это перемены гораздо более глубокие внутри себя, о которых пели, писали, рисовали, лепили все художники мира.— Алексей Рыбин

Мы пытаемся с этим бороться. Я опираюсь на рассказы участников группы, сам я был мелкий тогда и не знал политических взглядов отца… Но они говорят, что это не политическая история, а глобальная — человеческая. Более важная, чем локальные политические передряги. С людьми ничего сделать нельзя. В хорошей песне каждый слышит что-то своё… Но когда конкретные политические силы используют её в своих конкретных интересах — это уже другое. Это внесение сторонней силой своего смысла в песню.— Александр Цой

«Перемен!» — очень хорошая песня сама по себе, и я думаю, что если бы Цой пел её на английском языке или с совсем другим текстом, она была бы, может, не настолько популярной и символичной, но, тем не менее, это тоже очень заметная песня. Ну а слово «перемен», оно такое — висит как проклятие над почти всеми бывшими советскими странами… То есть, этих перемен ждали-ждали, как завещал великий Цой, но так и не дождались. Я не думаю, что Цой задумывал эту песню как политическую, тем более, он не ожидал, что из неё может получиться такой настоящий гимн русского революционного движения конца 20 — начала 21 века.— Артемий Троицкий
Александр Градский в 1980-е годы записал ироничный ответ на данную песню под названием «Мы не ждали перемен»: «…Да, мы не ждали перемен / И вам их тоже не дождаться / Но надо, братцы, удержаться / От пустословия арен / И просто самовыражаться, / Не ожидая перемен».
Борис Зосимов рассказывал, что в отличие от любого артиста, который выступал в Доме культуры перед 20 зрителями, здесь происходило изменение ощущения мира и жизни, потому что в «Лужниках» 70 тысяч человек кричали: «Цой, перемен!».
Юрий Лоза призвал слушателей Цоя к тому, что «не следует приписывать эстрадным песням некий политический подтекст, в какой бы манере они ни пелись… повторяю — это просто строчки текстов, которые каждый может произносить от себя. А что касается перемен — каждый из нас на что-то надеется и ждёт перемен к лучшему».

## Использование в политических целях
Захар Прилепин в 2020 году подчеркнул, что энергия песни «Перемен!» настолько мощная, что после 30 лет с момента выхода и на Украине, в Беларуси, Латвии её по-прежнему используют как политический гимн.
Роберт Цой, отец Виктора, сказал, что относится к этому хорошо: «Если его песня подходит к какому-то событию — это значит, что она идёт в народ. Можно сказать, что песня вошла в историю. Она злободневна и поэтому её так часто используют».

### В России
- Песня стала своеобразным гимном времён Перестройки.

По версии Михаила Горбачёва, 10 марта 1985 года, в день смерти Константина Черненко, он позвонил Андрею Громыко и сообщил, что Цой на концертах поёт «Требуем перемен». Громыко ответил, что согласен с оценкой ситуации и за то, чтобы начинать перемены. Проблема в том, что в марте 1985 года группа «Кино» ещё была в андеграунде, как и почти весь советский рок, а первое исполнение песни «Перемен!» случилось в конце мая 1986 года. Не вполне убедительными выглядят и рассуждения о том, что Советский Союз и коммунистический режим разрушились благодаря этой композиции. Виктор Цой с удивительной точностью сформулировал в песне лозунг, не имея в виду никаких перестроек, то есть фактически случайно. Тем не менее требование перемен совпало с запросом общества и всех перестало интересовать, что́ изначально хотел сказать автор. О реформах в СССР конца 1980-х годов Цой высказался противоречиво: «Я, как нормальный человек, считаю, что сейчас гораздо лучше, чем было раньше. Но иногда я не уверен, что это надолго. И я не уверен, что всё, что делается, делается правильно. Впрочем, я не политический деятель».
- 13 декабря 2008 года съезд ОДД «Солидарность» официально принял эту песню в качестве гимна движения[25].
- 3 апреля 2014 года депутат Евгений Фёдоров в своей беседе «Западные манипуляторы России» заявил, что Цой с какого-то момента стал исполнять песни другой направленности, нежели ранее, и песню «Мы ждём перемен» профессионально написали в Голливуде в соответствии с планом по развалу Советского Союза[26].
- В 2020 году в ходе протестов в Хабаровском крае[27].
- В 2021 году эта песня стала популярной с кадрами протестов в поддержку Алексея Навального , а также исполнялась митингующими и включалась из проезжающих автомобилей[28][29].

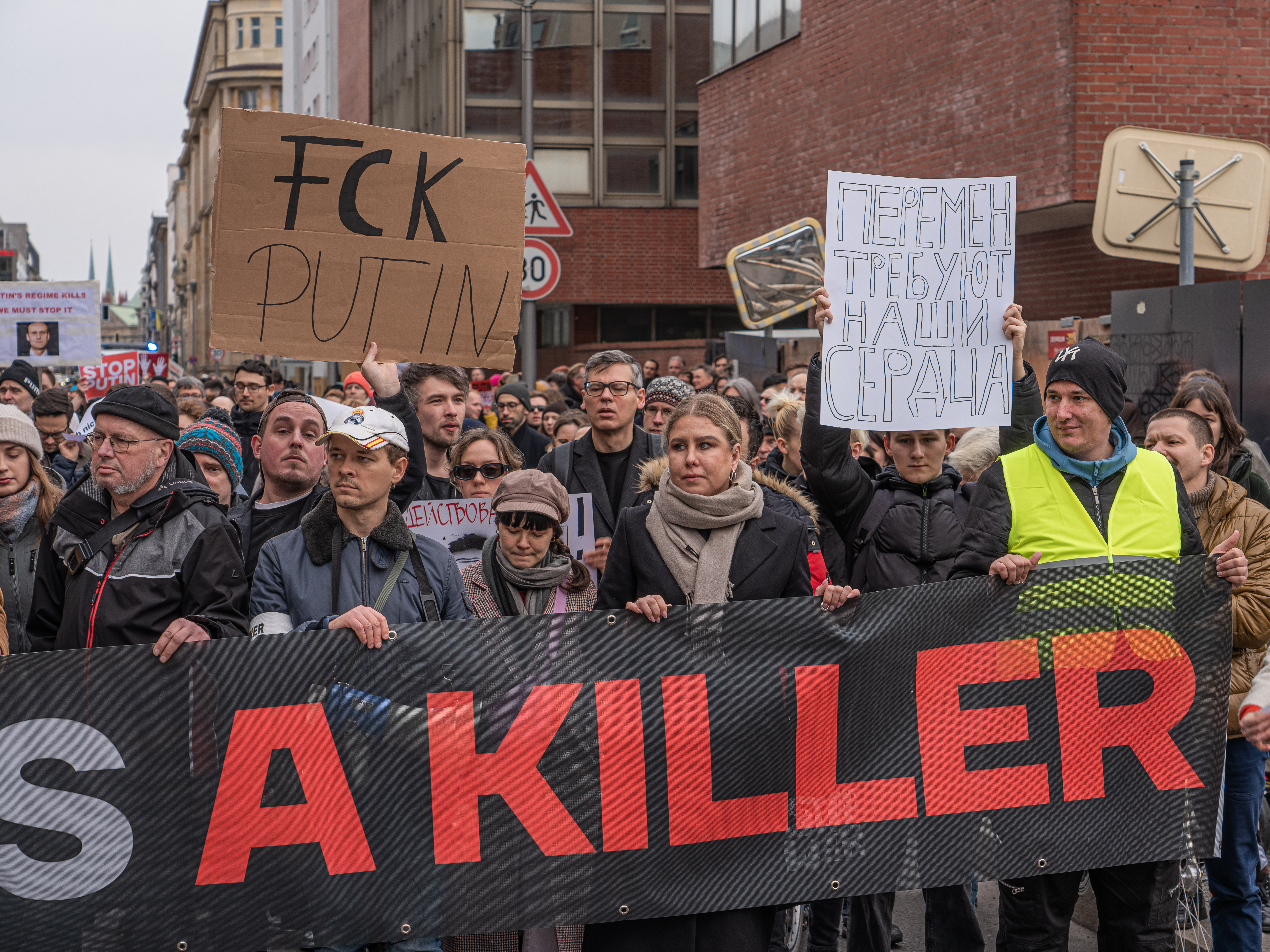
Плакат (справа) с лозунгом «Перемен требуют наши сердца» 18 февраля 2024 года, на демонстрации около посольства РФ в Берлине после смерти Алексея Навального

- В 2022 году во время протестов против вторжения России на Украину[30].

### В Белоруссии
- В 2011 году песня стала использоваться участниками серии гражданских акций протеста в Белоруссии «Революция через социальные сети». 3 июля 2011 года во время «Молчаливой акции»[31] на Привокзальной площади Минска к железнодорожному вокзалу на автомобиле «Мерседес» чёрного цвета с затонированными стёклами подъехала супружеская пара. Молодые люди на всю громкость включили песню Виктора Цоя «Перемен!» и слушали её, сидя в своём автомобиле. К машине подошёл дежурный сотрудник ГАИ, затем подъехала патрульная машина и трактор-эвакуатор. Люди в штатском достали молодого мужчину-пассажира и с применением физической силы посадили его в припаркованный неподалёку микроавтобус, а за руль «Мерседеса» сел сотрудник ГАИ. Мужчине суд дал 10 суток (неофициальная информация)[32]. 13 июля 2011 года участники акции протеста были намерены задействовать мобильные телефоны, которые должны зазвонить ровно в 20:00 во многих белорусских городах. На мелодии будильника было решено поставить песню Виктора Цоя «Перемен!»[33]. Как только у участников акции протеста зазвонили телефоны, сотрудники силовых структур стали применять к многим из них физическую силу и сажать в «автозаки». Всем задержанным предъявлены обвинения в мелком хулиганстве и неподчинении требованиям представителей власти, а некоторым — также за публичную нецензурную брань в общественном месте[34]. И при этом во всех случаях свидетелями выступали сотрудники милиции[35]. Часть задержанных подверглась административным арестам на срок от 3 до 15 суток, часть оштрафована[34]. В поддержку протестующих сигналили проезжающие мимо автомобилисты, из многих авто также звучала песня Виктора Цоя «Перемен!»[36].
- После указанных событий песня попала в список песен и выражений, которые не должны попадать в эфир Белорусского радио. В течение месяца до запрета популярность песни на радио стала резко возрастать, и её заказывали чаще[37][38][39][40].

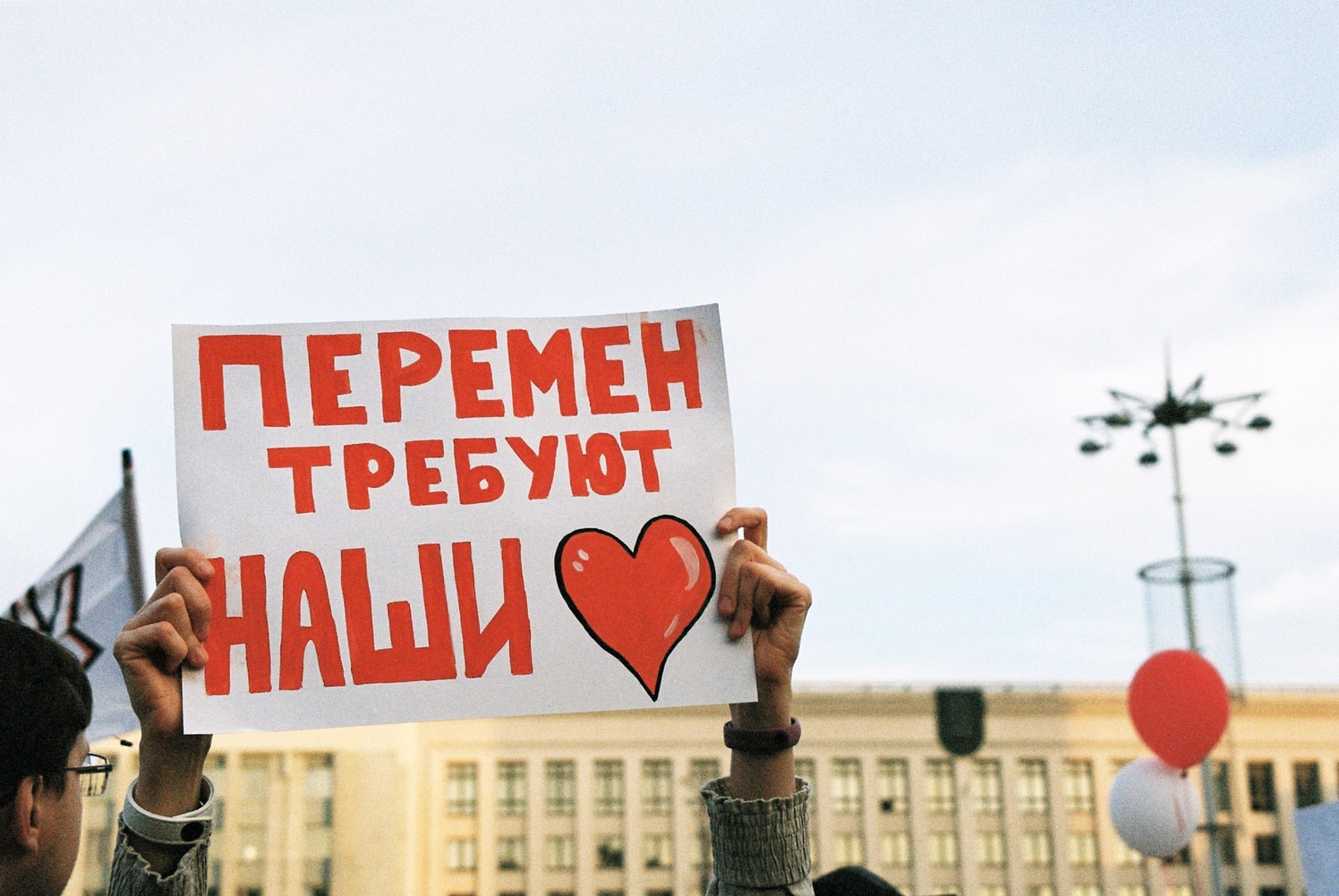
Плакат с лозунгом «Перемен требуют наши сердца» 27 сентября 2020 года, на акции протеста в Минске.

- Плакат с лозунгом «Перемен требуют наши сердца» 27 сентября 2020 года, на акции протеста в Минске.6 августа 2020 года во время Дня открытых дверей учреждений дополнительного образования в Минске (ул. Каховская, Центральный район, микрорайон Каштановка), двое звукооператоров из Минского государственного дворца детей и молодёжи, Кирилл Галанов и Владислав Соколовский, неожиданно для организаторов мероприятия включили запись песни «Перемен!». Как пояснил журналистам Соколовский, это был протест против того, что белорусские власти воспрепятствовали предвыборному митингу кандидата в президенты Светланы Тихановской, который должен был состояться в тот же день. Запись звучала около минуты перед многотысячной аудиторией и была прервана главой администрации Центрального района Дмитрием Петрушей. Вскоре звукооператоры были задержаны по обвинению в срыве массового мероприятия и хулиганстве, и 7 августа 2020 года суд Центрального района осудил каждого из них на 10 суток ареста[31][41][42]. Президент Александр Лукашенко заявил, что включивший песню Виктора Цоя «просто подло поступил»[43]. В тот же день началась массовая акция в поддержку арестованных: автомобилисты на улицах Минска гудели и включали песню «Перемен!»[31][44]. 21 августа Соколовского опять задержали[45], после чего он и Галанов уехали в Литву[46]. Двор между улицей Червякова и Сморговским трактом получил неофициальное название «Площадь Перемен», где на стене трансформаторной будки разместили мурал «Диджеи Свободы»[47]. Позже изображение было закрашено, за восстановление грозит уголовное преследование[48]. Людей могли задержать за звучание этой «протестной» песни из открытого окна автомобиля[49]. С другой стороны, по мнению «Хартии’97», плейлист должны открывать не «Перемен!» Цоя и даже не «Муры» польской «Солидарности», а «Песня счастливых людей» Анны Шаркуновой и «Живи» памяти Романа Бондаренко[50].
- Несмотря на политику, группа «Кино» (Каспарян, Тихомиров, Титов) выступила в Минске 17 июня 2021 года, со сцены звучал оцифрованный голос Виктора Цоя: «Перемен! — требуют наши сердца. Перемен! — требуют наши глаза»[51][52].

## Участники записи
- Виктор Цой — вокал, ритм-гитара
- Юрий Каспарян — лид-гитара
- Игорь Тихомиров — бас-гитара
- Георгий Гурьянов — ударные

## Кавер-версии
- Песня вошла в альбом ремейков «Техно-Цой» 1998 года группы «Инспектор»[53].
- В 2000 году группа «МультFильмы» записала кавер-версию песни для альбома «КИНОпробы».
- В 2006 году кавер-версию записала Надежда Кадышева. Песня под названием «Ждём перемен» вошла бонус-треком в сборник «Русский альбом».
- В 2010 году Dino MC 47 записал кавер-версию песни для альбома памяти Виктора Цоя «КИНОпробы. Рэп-трибьют».
- В 2011 году группа «Звери» записала песню «Перемен!», которая вошла в альбом «Музы»[54].
- В 2013 году группа Louna в составе концертного альбома «Проснись и пой!» выпустила кавер-версию «Перемен!»[55]. В 2022 году вышел сингл «Хочу перемен» (версия на 50-летие со дня рождения Виктора Цоя), где аранжировка была тяжёлой, а Лусинэ Геворкян сделала акцент на словах «находится в нас», «наши глаза», «что-то менять» и «наши сердца». Алексей Мажаев по этому поводу вспомнил школьное желание перемен во время уроков[56].
- В конце 2013 года украинская группа «СКАЙ» записала украинскую версию песни, под названием «Ми прагнемо змін!», посвящённую событиям на Майдане Независимости[57], также был представлен промоклип.
- 1 января 2016 года российская группа FIZICA записала студийный симфо-метал кавер «Мы ждём перемен», который вошёл в альбом «Анна»[58].
- В 2021 году кавер-версия в исполнении Таисии Ашмаровой прозвучала в российском фильме «Майор Гром: Чумной Доктор»[59].
- Проект «Симфоническое Кино» с участием Юрия Каспаряна дважды записывал «Мы ждём перемен»[60][61].